# Subaru Park
O Subaru Park, anteriormente conhecido como Talen Energy Stadium, é um estádio de futebol localizado na cidade de Chester, Pensilvânia. É a casa do Philadelphia Union na Major League Soccer. Em 2014, recebeu uma 
partida do Torneio Internacional Road to Brazil.